# كونسيبسيون بونا
كونسيبسيون بونا هيرنانديز (بالإسبانية: Concepción Bona) ( من مواليد ديسمبر عام 1824 - والمُتوفاة في 2 يوليو 1901) هي مُدرسة في دار الحضانة وناشطة سياسية ناضلت من أجل استقلال جمهورية الدومينيكان. شاركت بونا هيرنانديز بالاشتراك مع ماريا ترينيداد سانشيز وإيزابيل سوسا وماريا دي خيسوس بينا في تصميم علم جمهورية الدومينيكان.

## سيرتها الذاتية
كونسبسيون بونا هي ابنة إيغناسيو بونا بيريز، أحد المُوقعين على البيان في 16 يناير 1844، وجوانا دي ديوس هيرنانديز، الابنة الكبرى لجوزيفا بريا هيرنانديز، زوجة الارستقراطي ماتياس رامون ميلا. كما كانت بونا ابنة شقيقة المواطن الشهير خوان بينا، والد الكاتب: بيدرو أليخاندرو بينا، الذي لعب دورًا بارزًا في حركة الاستقلال الوطني والمؤسس المشارك لجمعية لا ترينيتاريا السرية. بدأ الاحتلال الهايتي لسانتو دومينغو قبل ولادتها بسنتين، ونشأت بونا تحت الحكم الهايتي.
عندما استولى جان بيير بوير على أراضي الدومينيكان في عام 1822، نشأ صراع سياسي وثقافي بين الدولتين، حيث كانت القاعدة الثقافية للهايتيين هي الفرنسية - الإفريقية، بينما كانت تلك الخاصة بجمهورية الدومينيكان من أصل اسباني. ولهذا السبب تم وضع البلد تحت القمع العسكري تحت عنوان جيرونيمو دي بورجيلا Gerónimo de Borgellá، الذي استهدف تجنيد الشباب للخدمة العسكرية في جمهورية الدومينيكان.
نشأت بونا في عائلة ملتزمة تمامًا بالقضية الوطنية التي عقبت أفكار خوان بابلو دوارتي. اعتمدت بونا مع عائلتها دون قيد أو شرط أفكار الثالوث. شاركت مع عمتها ماريا دي خيسوس بينا وإيزابيل سوسا وماريا ترينيداد سانشيز، باستخدام الأقمشة الجميلة في صنع العلم المُكوّن من الألوان الثلاثة التي رفعها مؤيدو الاستقلال في بويرتا ديل كوندي في 27 فبراير عام 1844. جاء وفقًا للمؤرخين الدومينيكان، كانت بونا نفسها هي التي أحضرت العلم إلى الجنرال ماتياس رامون ميلا، مؤسس الدولة وزوج ابن عمها جوزيفا بريا هيرنانديز، وكانت كونسبسيون بونا تبلغ من العمر 19 عامًا في ذلك الوقت وكان ابن عمها 16 عامًا.

## حياتها الشخصية
تزوجت بونا من ماركوس غوميس دي كارفاخال من باني في 2 يونيو 1851. أنجب الزوجان ستة أطفال: ماركوس أنطونيو، ومانويل دي خيسوس، وإلويسا، ورافائيل ماريا، وخوسيه ماريا. تُوفيت كونسيبسيون بونا في 2 يوليو عام 1901، في سانتو دومينغو. تم الاحتفاظ برفاتها في البانتيون الوطني.

## روابط خارجية
- Bilirrubina.com
- Opción Final.com
- Wiki Dominicana (La Enciclopedia Virtual)